# معامل تصريف
مُعامل التصريف في المنفث أو أي خانق أخر هو النسبة بين التصريف الحقيقي إلي التصريف النظري، أي أن النسبة بين معدل تدفق الكتلة عند نهاية التصريف إلي مثيلتها عند المنفث المثالي والذي يتمدد فيه ضغط مائع التشغيل المثالي عند الظروف الأولية الممثالة إلي نفس ضغوط الخروج.
رياضيًا، فمعامل التصريف من الممكن أن يرتبط بمعدل تدفق الكتلة لمائع خلال إسطوانة مستقيمة ذات مقطع عرضي ثابت من خلال العلاقة الآتية:
{\displaystyle C_{d}A={\dfrac {\dot {m}}{\sqrt {{2}{\rho }{\Delta }{P}}}}}
حيث:

{\displaystyle C_{d}} = معامل التصريف خلال المخرج أو المنفث. (بدون وحدة).

{\displaystyle A} = المساحة المقطعية للتدفق عند المنفث (وحدة طول مربعة).

{\displaystyle {\dot {m}}} =معدل تدفق الكتلة للمائع عند المنفث (وحدة كتلة المائع لكل وحدة زمن).

{\displaystyle \rho } =كثافة المائع.

{\displaystyle \Delta P} = فرق الضغط خلال المنفث
هذا المتغير يكون ذو فائدة لتحديد المفاقيد الغير قابلة للإسترجاع المرتبطة بجزء ما في جهاز أو مُعدة خلال نظام المائع أو تحديد المقاومة الناشئة عن وضع قطعة أو جزء ما من جهاز في مسار التدفق.
ومقاومة السريان عادًة ما يمكن التعبير عنها بمتغير ليس له وِحدة {\displaystyle k}، والذي يكون  يرتبط بمعامل التصريف من خلال العلاقة:
{\displaystyle k={\dfrac {1}{C_{d}^{2}}}}
والتي يمكن تحقيقها من خلال التعويض عن {\displaystyle \Delta P} في المعادلة المذكورة آنفًا -في بداية المقالة- بالمقاومة {\displaystyle k} مضروبة في الضغط الديناميكي للمائع {\displaystyle q}.